# Alexios V Dukas
Alexios V Dukas, även Alexius Ducas Murtzuphlus, född 1140, död i december 1205 i Konstantinopel, var en bysantinsk kejsare. Han var kejsare mellan 5 februari och 12 april 1204.
Alexios V Dukas tog makten i Konstantinopel under belägringen 1204, sedan han låtit avrätta Alexios IV Angelos och Isaac II Angelos. Genom en utmanande politik retade han ytterligare "frankerna" och flydde vid stadens fall till Alexios III Angelos i Trakien, som läkt blända honom. Den blinde Alexios hamnade därefter i korsriddarnas våld, som lät avrätta honom.